# Пачентро
Пачѐнтро (на италиански: Pacentro) е село и община в Южна Италия, провинция Акуила, регион Абруцо. Разположено е на 690 m надморска височина. Населението на общината е 1250 души (към 2010 г.).